# Europees kampioenschap voetbal 2020 (Groep E) Polen - Slowakije
Dit artikel gaat over de wedstrijd in de groepsfase in Groep E tussen Polen en Slowakije die gespeeld werd op maandag 14 juni 2021 in het Krestovskistadion te Sint-Petersburg tijdens het Europees kampioenschap voetbal 2020. Het duel was de negende wedstrijd van het toernooi.

## Voorafgaand aan de wedstrijd
- Polen stond voorafgaand aan dit toernooi op de 21ste plaats van de FIFA-wereldranglijst. Dertien Europese landen en EK-landen stonden boven Polen op die lijst. Slowakije stond ondertussen op de 36ste plaats van de FIFA-wereldranglijst. Zeventien Europese landen en zestien EK-deelnemers stonden boven Slowakije op die lijst.
- Voorafgaand aan deze wedstrijd troffen Polen en Slowakije elkaar al acht keer. Polen won driemaal, vier keer was Slowakije de winnaar en in 2007 eindigde het duel onbeslist. Nooit eerder speelden deze landen op een groot eindtoernooi tegen elkaar.
- Voor Polen was dit haar vierde deelname aan het Europees kampioenschap en wel op rij. Op het EK 2016 presteerde Polen het best en werd de kwartfinales bereikt. Slowakije nam voor de tweede keer deel aan het Europees kampioenschap, ook op rij. In 2016 werd Slowakije in de achtste finales uitgeschakeld.

## Wedstrijdgegevens[1]
| Datum                  | 14 juni 2021                                                                                       | 14 juni 2021                                                                                       |
| Wedstrijdnummer        | 9                                                                                                  | 9                                                                                                  |
| Stadion                | Krestovskistadion, Sint-Petersburg                                                                 | Krestovskistadion, Sint-Petersburg                                                                 |
| Toeschouwers           | 12.862                                                                                             | 12.862                                                                                             |
| Scheidsrechter         | Ovidiu Haţegan                                                                                     | Ovidiu Haţegan                                                                                     |
| Assistenten            | Radu Ghinguleac Sebastian Gheorghe                                                                 | Radu Ghinguleac Sebastian Gheorghe                                                                 |
| Vierde official        | István Kovács                                                                                      | István Kovács                                                                                      |
| Videoscheidsrechters   | Marco Di Bello Jérôme Brisard (assistent) Filippo Meli (assistent) Massimiliano Irrati (assistent) | Marco Di Bello Jérôme Brisard (assistent) Filippo Meli (assistent) Massimiliano Irrati (assistent) |
| Man van de wedstrijd   | Milan Škriniar                                                                                     | Milan Škriniar                                                                                     |
|                        | Polen                                                                                              | Slowakije                                                                                          |
| Doelpunten             | 1                                                                                                  | 2                                                                                                  |
| Gele kaarten           | 2                                                                                                  | 1                                                                                                  |
| Rode kaarten           | 1                                                                                                  | 0                                                                                                  |
| Wissels                | 4                                                                                                  | 5                                                                                                  |
| Schoten op doel        | 3                                                                                                  | 2                                                                                                  |
| Schoten naast doel     | 10                                                                                                 | 5                                                                                                  |
| Overtredingen          | 15                                                                                                 | 13                                                                                                 |
| Hoekschoppen           | 5                                                                                                  | 2                                                                                                  |
| Buitenspel             | 0                                                                                                  | 1                                                                                                  |
| Passnauwkeurigheid (%) | 85                                                                                                 | 83                                                                                                 |
| Balbezit (%)           | 56                                                                                                 | 44                                                                                                 |

| Polen | 1 – 2           | Slowakije |
| (Maciej Rybus) Karol Linetty 46' | goals (assists) | 18' (e.d.) Wojciech Szczęsny (Róbert Mak) 69' Milan Škriniar (Marek Hamšík)                                                                                                 |
| Paulo Sousa | bondscoach      | Štefan Tarkovič |
| Wojciech Szczęsny Bartosz Bereszyński Kamil Glik Jan Bednarek Maciej Rybus 74' Karol Linetty 74' Grzegorz Krychowiak Mateusz Klich 85' Kamil Jóźwiak Robert Lewandowski Piotr Zieliński | opstellingen    | Martin Dúbravka Peter Pekarík 79' Ľubomír Šatka Milan Škriniar Tomáš Hubočan Lukáš Haraslín 87' Juraj Kucka Jakub Hromada 79' Róbert Mak 87' Ondrej Duda 90+2' Marek Hamšík |
| Przemysław Frankowski 74' Tymoteusz Puchacz 74' Jakub Moder 85' Karol Świderski 85' | wissels         | 79' Patrik Hrošovský 79' Martin Koscelník 87' Michal Ďuriš 87' Tomáš Suslov 90+2' Ján Greguš                                                                                |
| Grzegorz Krychowiak 22' | gele kaarten    | 20' Tomáš Hubočan |
| Grzegorz Krychowiak 62' | rode kaarten    | |